# Web Bot
Le Web Bot ou le Projet Web bot (en anglais : Web Bot Project), est un bot informatique dont les concepteurs prétendent qu'il est capable de prédire des événements futurs en indexant les mots-clés employés sur l'Internet, cela est controversé. Il fut créé en 1997, initialement dans le but de prédire les tendances boursières. Le créateur du Projet Web Bot, Clif High, ainsi que son associé George Ure, qui s'appellent eux-mêmes « Les Moines du Temps » (« The Time Monks ») gardent le secret sur la technologie et les algorithmes employés et vendent les prédictions sur leur site.
Il aurait prévu, entre autres, les attentats du 11 septembre 2001[réf. nécessaire] ainsi que le tsunami de 2004[réf. nécessaire], et il aurait déclaré en 2012 qu’un cataclysme allait dévaster la planète le 21 décembre 2012.